# مونته سرنو (کالیفرنیا)
مونته سرنو (به انگلیسی: Monte Sereno) شهری در شهرستان سانتا کلارا ایالت کالیفرنیا است که در سرشماری سال ۲۰۱۰ میلادی، ۳۳۴۱ نفر جمعیت داشته است.

## نگارخانه

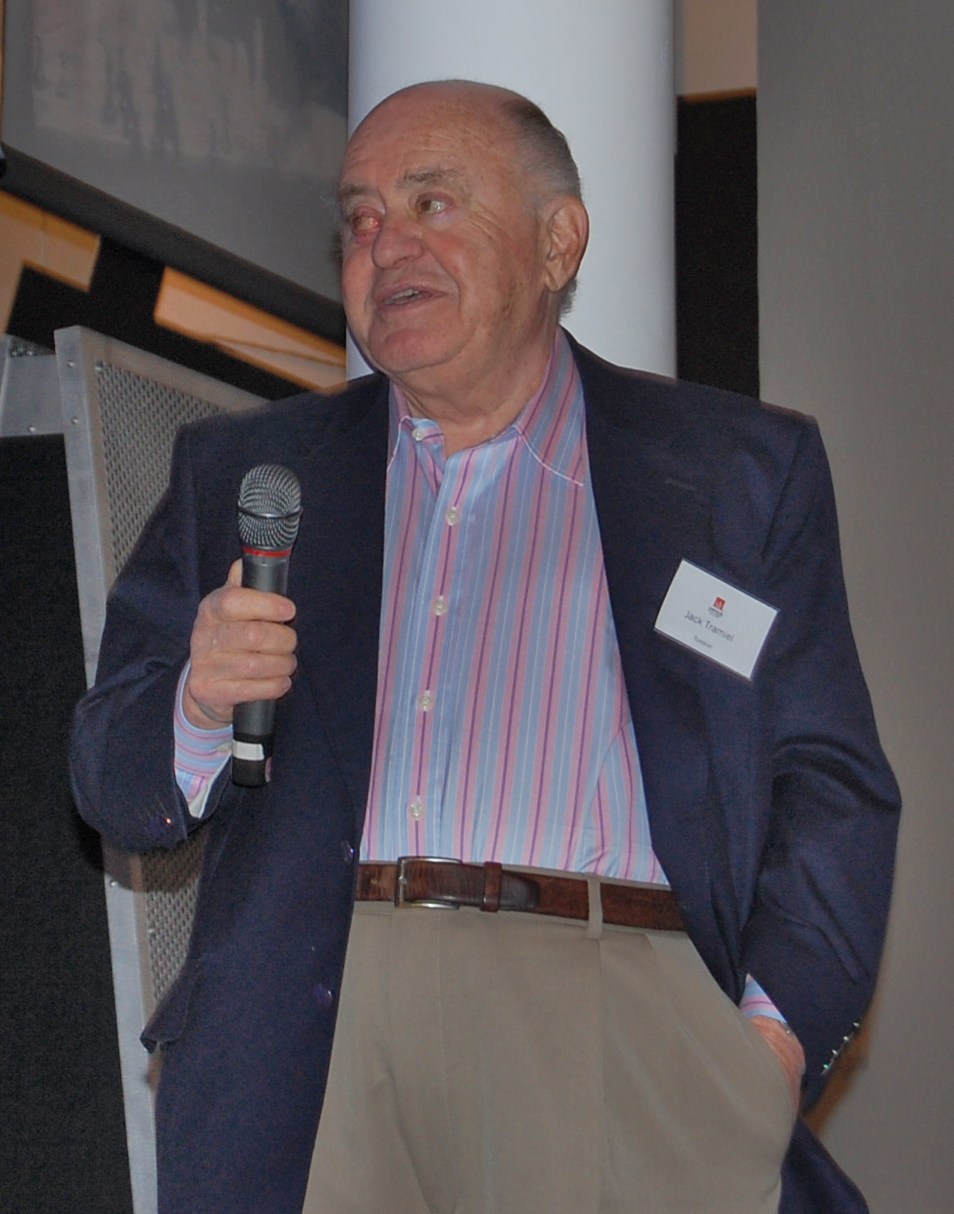